# White Bluff
White Bluff é uma cidade  localizada no estado norte-americano de Tennessee, no Condado de Dickson.

## Demografia
Segundo o censo norte-americano de 2000, a sua população era de 2142 habitantes.
Em 2006, foi estimada uma população de 2431, um aumento de 289 (13.5%).

## Geografia
De acordo com o United States Census Bureau tem uma área de
10,3 km², dos quais 10,3 km² cobertos por terra e 0,0 km² cobertos por água.

## Localidades na vizinhança
O diagrama seguinte representa as localidades num raio de 16 km ao redor de White Bluff.